# Ratpenat barbut de Peters
El ratpenat barbut de Peters (Mormoops megalophylla) és una espècie de ratpenat de la família dels mormoòpids que viu a Belize, Colòmbia, l'Equador, El Salvador, Guatemala, Hondures, Mèxic, el Perú, Trinitat i Tobago, Veneçuela i a Texas, als Estats Units. Es diferencia del ratpenat barbut antillà perquè té una mida molt més gran. Aquest mamífer volador és un animal nocturn que caça fent servir l'ecolocalització per detectar les preses.
Obté el seu nom de l'aspecte poc habitual del seu rostre. La seva aparença lletja és deguda a uns plecs de pell que penjen de la barbeta i al llarg del seu rostre. També té un nas escarransit i unes orelles grans i arrodonides.

## Descripció
Aquests ratpenats són de grandària mitjana i tenen un color marró vermellós d'aspecte fosc en néixer. El color vermellós es torna més prominent a mesura que l'individu es va fent més gran. Aquest ratpenat té la particularitat de mudar el seu pelatge, generalment entre juny i setembre. A la part dorsal, la muda s'inicia a les espatlles i s'estén cap a l'esquena, mentre que a la part ventral, la muda en general comença a les ales, al coll i la barbeta i després s'estén a través de l'abdomen.
El rostre d'aquests ratpenats té una aparença aixafada, ja que no té el nas ben desenvolupat. A més, el seu front sorgeix abruptament del seu nas. El seu rostre es compon d'una dermis molt gruixuda i fibres musculars i tenen unes orelles grans i rodones que semblen unir-se a través del front. Aquestes característiques juntes li donen la seva estranya aparença.
Aquests ratpenats mantenen una temperatura corporal anormalment alta, en general uns graus superior a la temperatura ambient. Això fa que siguin sensibles a les temperatures per sota dels 10 °C, a les quals només poden sobreviure un parell d'hores abans de sucumbir a la hipotèrmia.

## Distribució i hàbitat
Aquests ratpenats viuen en regions humides, àrides o semiàrides per sota dels 3.000 metres sobre el nivell del mar. Als Estats Units viuen al sud Texas i Arizona. També viuen des de Mèxic fins a Hondures i El Salvador. Semblar ser que no viuen a Nicaragua, Costa Rica i Panamà. També viuen a la costa caribenya de Sud-amèrica a països com Colòmbia, Veneçuela i Trinitat i Tobago. A més està documentada la seva presència al llarg de la costa del pacífic a Colòmbia, l'Equador i al nord del Perú.

### Registre fòssil
Els primers registres d'aquests ratpenats són de finals del Plistocè. Durant aquella època sembla que la seva àrea de distribució devia ser més àmplia del que ho és actualment, ja que s'han trobat fòssils a Florida, Cuba, Jamaica, Bahames i Aruba, llocs on actualment no hi és present.

## Comportament
Aquests ratpenats tendeixen a niar en grans colònies. No obstant això, tot i que viuen en grans colònies no dormen junts en grups atapeïts. Són molt particulars pel fet que romanen separats l'un de l'altre a uns 15 centímetres de distància. A la nit, quan abandonen el refugi, que generalment és una cova, el pou d'una mina o un túnel, volen ràpidament en grups densos fins que arriben a les seves zones d'alimentació i allà es dispersen. Sembla que la seva font d'aliment preferida són les arnes de cos gran. Sovint es troben alimentant-se sobre aigua estancada.
Com que aquests ratpenats tendeixen a niar en grans colònies són susceptibles als paràsits i la ràbia, les quals se sap que han acabat amb colònies senceres.

## Reproducció
Se sap molt poc sobre la reproducció i el desenvolupament d'aquests ratpenats. Sembla que les femelles només porten un embrió al mateix temps i que donen a llum a la primavera entre el març i el juny. S'ha observat femelles lactants entre el juny i l'agost. Les femelles embarassades es refugien a parts més profundes que la resta de la colònia, possiblement ja que aquesta espècie és molt sensible als canvis de temperatura. D'aquesta manera les femelles i les seves cries es troben en una àrea on la ventilació és mínima i hi ha una major retenció de calor.

## Subespècies
- Mormoops megalophylla carteri
- Mormoops megalophylla intermedia
- Mormoops megalophylla megalophylla
- Mormoops megalophylla tumidiceps